# Sultanaat Opper-Aulaqi
Het sultanaat Opper-Aulaqi (Arabisch: سلطنة العوالق العليا Salṭanat al-‘Awālaq al-‘Ulyā) was een staat in de kolonie Aden en de Federatie van Zuid-Arabië. De hoofdstad was Nisab.

## Geschiedenis
Het sultanaat Neder-Aulaqi scheidde zich in de 18e eeuw af van Opper-Aulaqi. Aan het einde van de 19e eeuw kwam het gebied onder Britse invloed en in 1890 werd het sultanaat Opper-Aulaqi een Brits protectoraat. Uiteindelijk werd het ook een deelstaat van het Aden-protectoraat. Het sultanaat Opper-Aulaqi trad in juni 1964 als laatste toe tot de Federatie van Zuid-Arabië. De laatste sultan was Awad ibn Salih Al Awlaqi, die in 1967 werd afgezet bij de oprichting van de volksrepubliek Zuid-Jemen en het gebied maakt nu deel uit van de republiek Jemen.